# Tazacorte

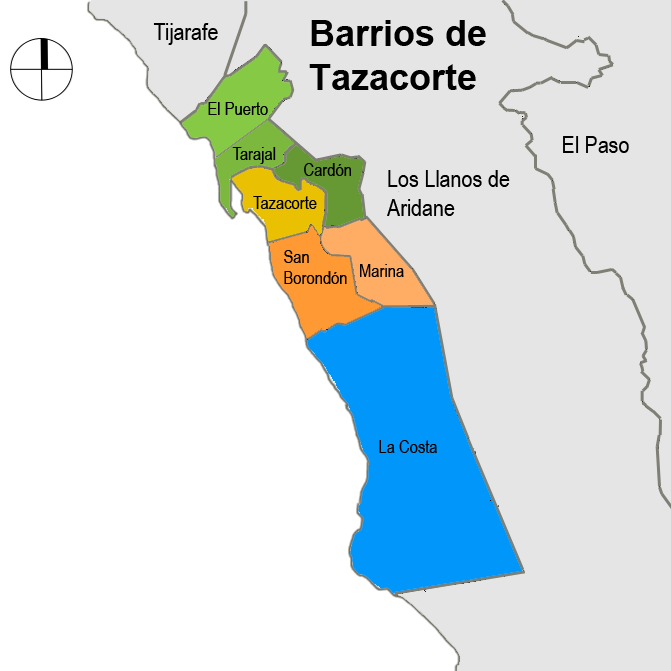
Les quartiers/villages de Tazacorte.

Tazacorte est une commune de la province de Santa Cruz de Tenerife dans la communauté autonome des Îles Canaries en Espagne. Elle est située à l'ouest de l'île de La Palma.

## Géographie

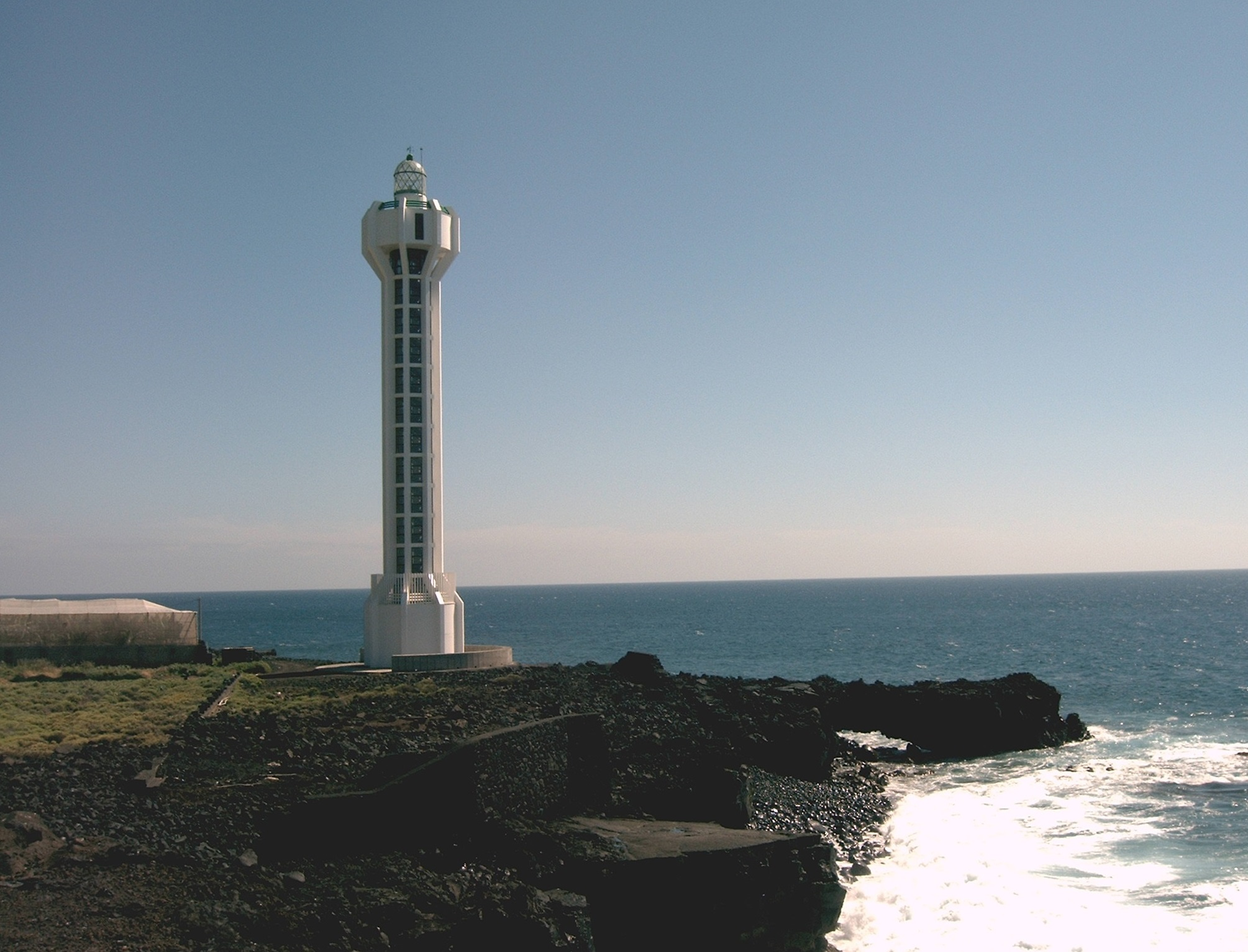
Phare de Punta Lava.

### Localisation

Localisation de l'île de La Palma dans les Îles Canaries.
Localisation de Tazacorte dans l'île de La Palma.

|                  | Tijarafe              |                       |
| Océan Atlantique | Tazacorte             | Los Llanos de Aridane |
|                  | Los Llanos de Aridane |                       |

### Villages de la commune
- Tazacorte (2 863)
- Puerto de Tazacorte (1 517)
- La Costa (567)
- Marina (367)
- San Borondón (357)
- Cardón (114)
- Tarajal (43)

Entre parenthèses figure le nombre d'habitants de chaque village en 2007.

## Patrimoine

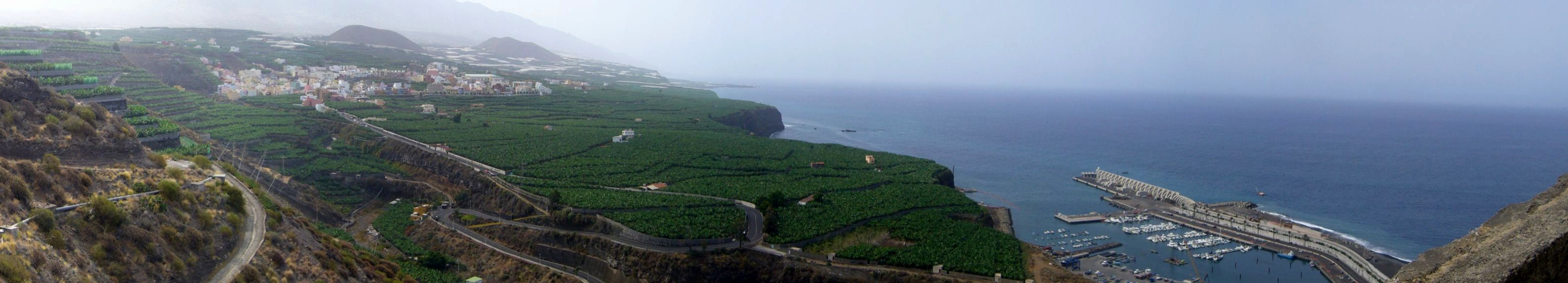
Tazacorte et son port.

## Démographie
| Année | Population | Densité         |
| ----- | ---------- | --------------- |
| 2000  | 6 147      | 541,10 hab./km2 |
| 2001  | 6 117      | 538,46 hab./km2 |
| 2002  | 6 108      | 537,67 hab./km2 |
| 2003  | 6 107      | 537,58 hab./km2 |
| 2004  | 5 797      | 510,29 hab./km2 |
| 2005  | 5 835      | 513,64 hab./km2 |
| 2006  | 5 830      | 513,20 hab./km2 |
| 2007  | 5 828      | 513,02 hab./km2 |
| 2008  | 5 786      | 509,33 hab./km2 |
| 2009  | 5 700      | 509,31 hab./km2 |
| 2010  | 5 677      | 499,74 hab./km2 |